# サルビ・サンチェス
サルビ・サンチェス（Salvi Sánchez）こと、サルバドール・サンチェス・ポンセ（Salvador Sánchez Ponce, 1991年3月31日 - ）は、スペイン・アンダルシア州カディス県サンルカル・デ・バラメダ出身のサッカー選手。セグンダ・ディビシオン・RCDエスパニョール所属。ポジションはMF。

## クラブ経歴
カンテラ時代をセビージャFCで過ごし、2010年のCチームに昇格。翌年にはセビージャ・アトレティコに昇格するも、トップチーム昇格までには至らず、2012年に退団。以降は地域リーグなどでプレー。
2015年7月、カディスCFと契約。2015-16シーズンはセグンダ・ディビシオンB (3部リーグ)で4位に入り、昇格プレーオフを勝ち抜いてセグンダ・ディビシオン (2部リーグ)に昇格。2019-20シーズンは2部リーグで2位に入り、2005-06シーズン以来のラ・リーガ復帰が決定。サンチェス自身初のリーガでのプレーが実現することになった。
2020年9月27日のセビージャFC戦でリーガ初ゴールを決めるも、試合は1-3で敗戦。10月17日のレアル・マドリード戦では、敵地で1-0のアップセットを達成。サンチェスも90分フル出場し、歴史的勝利に貢献した。
2022年7月1日、ラージョ・バジェカーノに移籍し、2年契約を結んだ。
2023年8月19日、RCDエスパニョールに2年契約で移籍した。